# Proagapete
Proagapete é um gênero de coleóptero da tribo Bimiini (Cerambycinae); compreende apenas três espécies, com distribuição restrita à Austrália.

## Sistemática
- Ordem Coleoptera
  - Subordem Polyphaga
    - Infraordem Cucujiformia
      - Superfamília Chrysomeloidea
        - Família Cerambycidae
          - Subfamília Cerambycinae
            - Tribo Bimiini
              - Gênero Proagapete (McKeown, 1945)
                - Proagapete auricoma (Newman, 1840)
                - Proagapete carissima (Newman, 1845)
                - Proagapete vestita (Pascoe, 1866)